# 金刚钻 (小说)
《金刚钻》是英国作家伊恩·弗莱明创作的第四本詹姆斯·邦德系列小说，1956年3月26日经乔纳森·凯普出版社在英国首发。作者以《星期日泰晤士報》上的钻石走私报导为灵感，在位于牙买加的黄金眼庄园完成创作。
小说讲述邦德调查拉斯维加斯的塞拉利昂钻石走私活动，在此期间结识走私团伙成员蒂芙尼·坎丝，两人坠入情网。小说主题包括跨国旅行、婚姻和人生短暂。弗莱明用背景调查期间取得的大部分信息创作纪实著作《钻石走私者》，该书于1957年出版。
与前三部小说一样，《金刚钻》一经发行便赢得评论界普遍赞誉。小说经过删节在《每日快報》连载，后又改编成漫画。1971年，小说改编的同名电影上映，是第七部詹姆斯·邦德系列电影，也是Eon制片公司最后一部由肖恩·康纳利扮演邦德的电影。

## 内容简介
根据特别行动科提供的情报，英国秘密情報局主管下令手下特工詹姆斯·邦德（代号“007”）潜入国际走私团伙调查，据称该团伙将英国直轄殖民地塞拉利昂出产的钻石走私到美国。邦德的任务是渗透到走私集团内部，找出走私渠道和应当为此负责的犯罪人员。他使用的掩护身份名叫“彼得·弗兰克斯”（Peter Franks），曾是专在乡间别墅动手的窃贼，后来改行走私钻石。邦德结识漂亮的走私团伙成员蒂芙尼·坎丝（Tiffany Case），坎丝曾在少女时期被轮奸，所以一直憎恶男人。

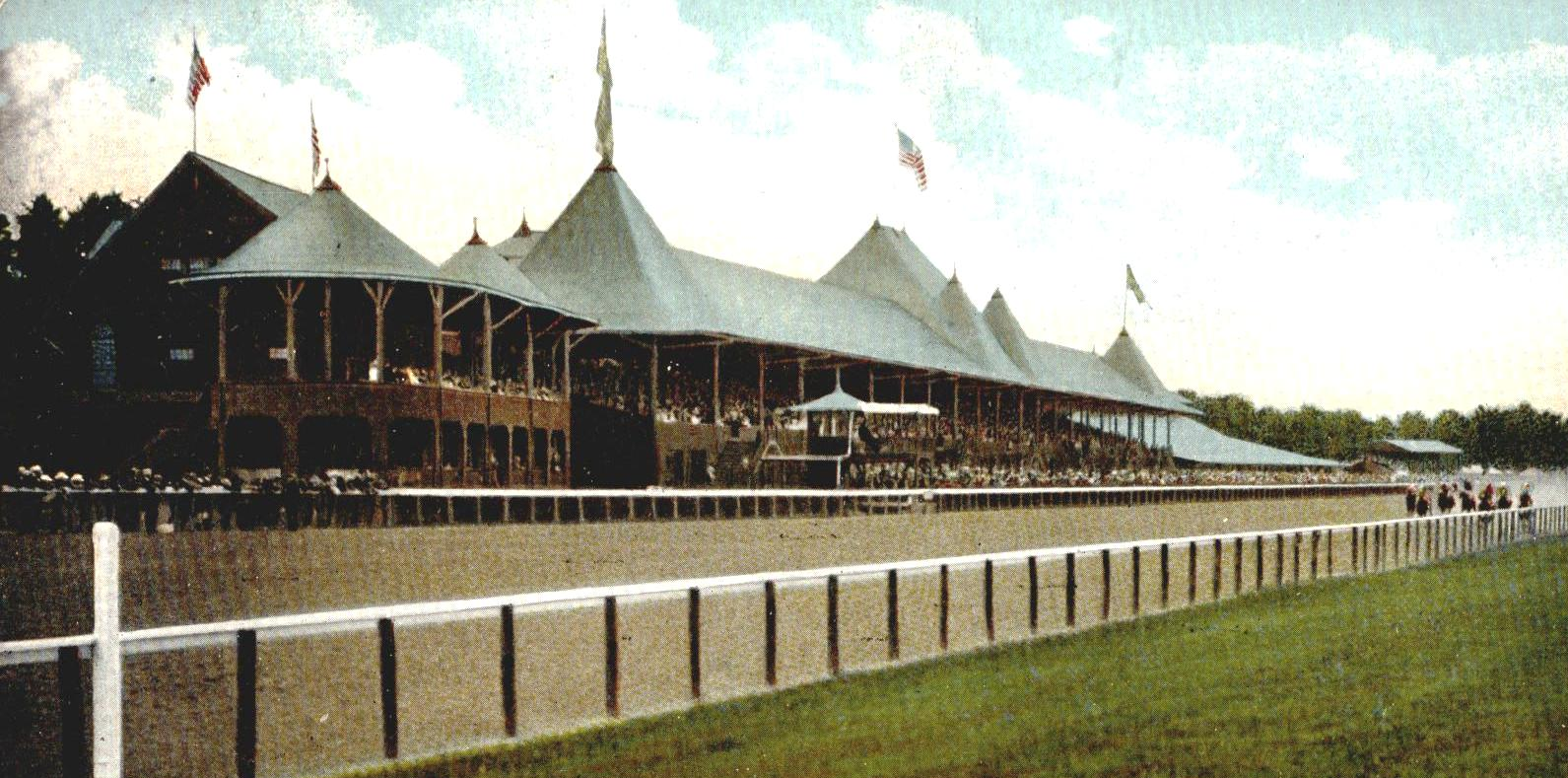
萨拉托加赛马场主赛道（摄于1907年）

邦德发现走私集团是由杰克·斯潘（Jack Spang）和塞拉菲莫·斯潘（Seraffimo Spang）兄弟二人控制的凶残美国黑帮亮片党经营，他根据线索从伦敦追踪到纽约。亮片党成员沙迪·特里（Shady Tree）指示邦德前往附近的萨拉托加赛马场，称那里的赛马已被操纵，只需按提示下注就能赢钱，以此获取走私钻石入境的报酬。邦德在赛马场遇到前中央情报局特工费利克斯·雷特（Felix Leiter），雷特此时是平克頓偵探事務所的私家侦探，正调查操纵赛马案。雷特向骑师行贿，让他不要听从赛中故意放水的要求，还找邦德借钱用于向骑师支付余款。但前去付款时雷特发现，骑师正遭同性恋打手温特（Wint）和基德（Kidd）欧打。
邦德打电话给特里获取下一步指示，特里要求他前往拉斯维加斯王冠酒店。酒店属塞拉菲莫·斯潘名下产业，是亮片党总部所在，斯潘还买下西部鬼镇并改造成私人度假胜地“魔鬼村”（Spectreville）。邦德根据指引在酒店参与人为操纵的二十一點牌局并赢得酬金，牌局庄家便是蒂芙尼。但是，邦德没有遵照特里的命令在赢够酬劳时收手，而是继续在赌场赌博并赢到很多钱。斯潘怀疑邦德是内应，将他抓到魔鬼村痛加折磨。邦德在蒂芙尼的帮助下脱身并登上臺車逃跑，斯潘在后面乘老式西部火车追逐。邦德用轉轍器将火车变轨驶入死路，并在火车失事前开枪打中斯潘。接下来邦德和蒂芙尼靠雷特帮助从加利福尼亚州赶到纽约，再乘伊利莎白皇后號郵輪前往伦敦，两人的感情在路上迅速发展。温特和基德尾随两人上船并绑架蒂芙尼，准备杀害她并把尸体扔下船，但邦德及时发现并救下蒂芙尼，同时杀死两名暴徒，还把现场布置成谋杀－自杀案的模样。
蒂芙尼随后告诉邦德走私渠道详细信息，首先是非洲牙医收买矿工，矿工把钻石含在嘴里带出来，牙齿经例行检查时取走钻石并带到指定地点，再由德国飞行员接手。钻石此后途经巴黎运抵伦敦，蒂芙尼接下来根据自称的联络人电话指示与另一人见面，此人将说明如何把钻石走私到纽约。两人抵达伦敦后蒂芙尼住进邦德的公寓，邦德根据掌握的线索赶到塞拉利昂弗里敦，然后前往钻石转手的下一站。走私渠道土崩瓦解，原来就是杰克·斯潘（Jack Spang），他将走私渠道的其他人员灭口，但乘直升机逃跑时被邦德击落丧生。

## 背景和创作过程

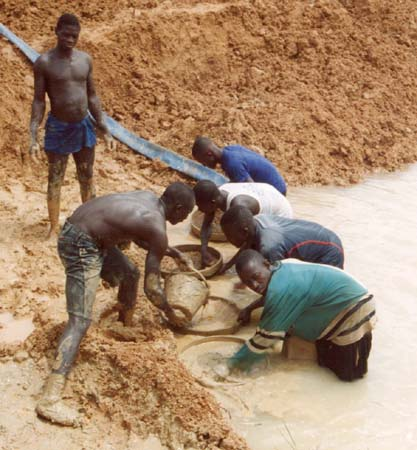
塞拉利昂矿工淘钻

1954年中期，英国作家伊恩·弗莱明已出版《皇家赌场》（1953年）和《生死关头》（1954年）两本小说，第三本《太空城》已完成编辑进入印刷阶段。这年他看到《星期日泰晤士報》上有关塞拉利昂钻石走私的报导，觉得可以作为新小说的题材。经学生时期结识的老友安排，弗莱明与前軍情五處主管、此时已加入戴比尔斯钻石贸易公司安保队伍的珀西·西里托（Percy Sillitoe）碰面。研究期间获得的信息不仅用于创作《金刚钻》，还是弗莱明1957年纪实著作《钻石走私者》（The Diamond Smugglers）的重要素材。
弗莱明收到朋友威廉·斯蒂芬森爵士（Sir William Stephenson）寄来的纽约州温泉小镇薩拉托加泉杂志报导，然后在1954年8月飞到美国与朋友伊瓦尔·布莱斯（Ivar Bryce）和欧内斯特·库尼奥（Ernest Cuneo）碰头，三人一起前往萨拉托加泉。弗莱明和库尼奥本想前往高档温泉浴场，但却走错路到达低端泥浴场，弗莱明根据这段经历创作书中的泥浆和硫磺浴场桥段。弗莱明在纽约州期间还遇到非常富有的社会名流小威廉·伍德沃德（William Woodward, Jr.），书中的“斯图拉克”（Studillac，即采用凯迪拉克强劲发动机的斯圖貝克）轿车便是伍德沃德所有。据亨利·钱斯洛（Henry Chancellor）记载，弗莱明对车的速度和舒适度深感折服，于是毫不客气地在书中采用。伍德沃德不久后被妻子枪杀，她自称误以为丈夫是小偷。为此《金刚钻》出版时所附文字除向布莱斯和库尼奥致敬外，还有“纪念1954至1955年在萨拉托加（遇到）的小”（是小威廉·伍德沃德的姓名首字母缩写）。
弗莱明还与库尼奥到访洛杉矶警察局总部，从詹姆斯·汉密尔顿（James Hamilton）警监手中获得美國黑手黨组织的资料。弗莱明又从洛杉矶前往拉斯维加斯并下榻金沙酒店，后将采访酒店业主杰克·恩特拉特（Jack Entratter）了解的安保系统背景信息和赌博出千手段写入《金刚钻》。
弗莱明于1955年1至2月在牙买加的黄金眼庄园（Goldeneye estate）创作《金刚钻》。1963年5月，他在《书与书虫》（Books and Bookmen）杂志介绍写作技巧，自称“早上大概写三个钟头……晚上六到七点再写一小时。我从不修改，也从不回头检视写出来的东西……照我的办法，你一天也能写两千字。”弗莱明在小说完成后致信朋友希拉里·布雷（Hilary Bray）：
今年我在牙买加烤了块新鲜蛋糕，以前我好些书里没提过的逃生和悬念动作手段都用在这里，感觉真是把我的创造力全部用完啦，真的，除了厨房的水槽还在，别的什么材料都没啦。要是你知道什么好点子需要用到厨房水槽的就赶快发过来。
同年三月，他携带完成的183页打字稿返回伦敦，对于书名，他参考美国《时尚》杂志上的广告标语“钻石恒久远，一颗永流传”（A Diamond is Forever，直译为“钻石永恒”，和书目非常接近）。
弗莱明的小说中没有明确说明日期，但有两位作家根据所有詹姆斯·邦德系列小说反映的情节和局势推导出时间轴。约翰·格里斯沃尔德（John Griswold）和亨利·钱斯洛都曾代表伊恩·弗莱明出版社创作图书，钱斯洛认为《金刚钻》的故事发生在1954年，格里斯沃尔德的推断更精确，认为是在1953年7到8月。

## 发展

### 情节灵感

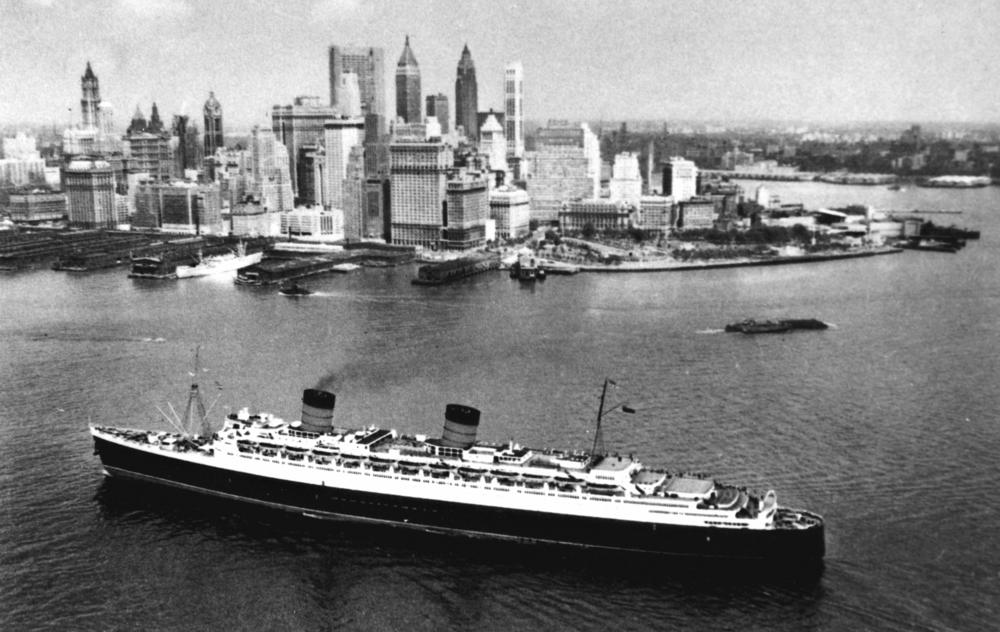
弗莱明曾搭乘伊利莎白皇后號郵輪（图）前往美国，邦德又是乘这艘船回英国

弗莱明曾搭乘伊利莎白皇后號郵輪前往美国，这段经历是他创作本书最后四章的基础。他曾乘坐“超级酋长号”（Super Chief）号火车并与库尼奥一起采访驾驶员和技师，还曾游览“20世纪特快号”（20th Century Limited），利用获得的信息创作书中斯潘的“炮弹号”（Cannonball）火车。弗莱明一直对火车很感兴趣，一度遇到事故险些丧命。除《金刚钻》外，《生死关头》、《俄罗斯之恋》和《金枪人》（The Man with the Golden Gun）都有火车事故情节。。
与前几部小说一样，弗莱明也在本书中借用熟人的名字。邦德在拉斯维加斯开出租车作为掩护的盟友厄尼·库里奥（Ernie Cureo）源自欧内斯特·库尼奥，；同性恋打手“布菲”·基德（"Boofy" Kidd）源自作者的好友、弗莱明夫人的亲戚第八代亚伦伯爵亚瑟·戈尔（Arthur Gore, 8th Earl of Arran），朋友都叫他“布菲”。戈尔主张英国放宽限制同性恋的法律，他在出版前得知小说中同性恋打手的名字和他一样后向作者表示不满，但弗莱明压根儿就没理睬。书中反派兄弟的姓氏“斯潘”在古德语中意为“鞋扣制造商”，弗莱明是在美国旅行期间想到这个名字。

### 人物
《金刚钻》2006年再版时，序言由作家乔纳森·凯勒曼（Jonathan Kellerman）执笔，称邦德的人物复杂程度出人意料，与银幕上的形象截然不同，“弗莱明的邦德会犯错并付出代价，还会感到痛苦和遗憾”，真实的人本应如此。曾亲自创作多部邦德小说的雷蒙德·本森（Raymond Benson）认为，《金刚钻》的人物发展以前三部小说为基础，邦德和书中女主角蒂芙尼·坎丝的情感发展便是证明，这还是他在《皇家赌场》的慧絲柏·蓮死后首次坠入爱河。本森认为，蒂芙尼坚强的同行也很孤独而且缺乏安全感，“是弗莱明第一个情节完整的女角色”。文化史学家珍妮特·伍拉科特（Janet Woollacott）和托尼·贝内特（Tony Bennett）认为，弗莱明大部分小说的女主角经历都很不寻常，蒂芙尼、《金手指》（Goldfinger）中的普茜·嘉萝尔（Pussy Galore），以及《诺博士》（Dr. No）中的亨妮查尔·莱德尔（Honeychile Rider）都曾受到性侵，蒂芙尼就曾被轮奸。这种创伤使得蒂芙尼为反派工作，反过来又为邦德完成任务提供必不可少的帮助，最终邦德带给她更加光明和坦承的生活。
文学分析家勒罗伊·潘尼克（LeRoy L. Panek）指出，《金刚钻》、《金手指》和《金枪人》的反派都是帮派而非间谍，其中《金刚钻》又是唯一与冷战无关的经典邦德小说。潘尼克认为，与邦德大多数情况下的敌人相比，黑帮“根本不是对手”，英国间谍对付他们简直不要太轻松。符号学家兼散文家翁贝托·埃可也认为，与弗莱明后来小说中邦德的大敌魔鬼黨相比，斯潘兄弟不过是让邦德先热身。同样曾创作邦德小说的作家兼学者金斯利·艾米斯认为，《金刚钻》中“没有值得一提的反派”；埃可还指出，斯潘兄弟和温特身体都有些不正常，这与其他邦德小说中的许多反派一致。安东尼·辛诺特（Anthony Synnott）从审美角度检视邦德小说时也指出，从书中描写来看，沙迪·特里的身体特征也不正常，他红发而驼背，“小小的眼睛毫无神韵，而且没有任何表情”，几乎能充当标本。

## 风格
《金刚钻》以蝎子捕食并吃掉猎物，随后又被承运钻石的人杀死开场。埃可觉得这样巧妙的开头类似电影，而且表现作者“如此高超技巧的情节比比皆是”。作家威廉·普洛默（William Plomer）校对手稿时就觉得作者已经达成很高的文学成就，并致信弗莱明称赞书中赛马桥段是真正的严肃文学。凯勒曼声称：“弗莱明对20世纪50年代拉斯维加斯的描述与任何当代罪案小说中呈现的时间地点相比都不逞多让，全书融稳健和复杂于一体”。
弗莱明在书中采用耳熟能详的品牌和日常生活细节营造现实感，艾米斯将这种手段称为“弗莱明效应”。他还指出，弗莱明以极富想象力的手段利用现实生活中的真实信息，从而让邦德的世界无处不在并置身某种现实框架内，或者至少可以说与现实平衡。本森称赞《金刚钻》的细节“丰富且华丽”，使得书中对美国的描绘“生动有趣”。不过，他觉得小说缺乏结构发展，只不过靠人物发展补足；凯勒曼同样认为本书极具特色。
本森将小说章节末尾用于吸引读者继续观看下一章的悬念设定称为“弗莱明式收尾”，在他看来，《金刚钻》更将这种手段发挥到极致，故而小说自始至终都让读者非常兴奋。

## 主题
本森认为，《金刚钻》的主要主题已通过书名传达，以钻石的恒久对比故事涉及的其他问题，如爱情和生命的短暂。小说临近结局时有这样的台词：“死亡是永恒的，钻石也是”，本森据此认为钻石是死亡的象征，邦德就是“死神的使者”。
新闻工作者兼作家克里斯托弗·希欽斯发现“经典邦德故事的核心悖论”，即“表面上他们致力于英美合作抗击共产主义，但却无时无刻不表露同对美国和美国人的蔑视与不满”。本森也觉得《金刚钻》有许多表现作者对美国存在文化优越感的内容，如书中描写的拉斯维加斯懒散风气。艾米斯的著作《詹姆斯·邦德卷宗》（The James Bond Dossier）指出，雷特在书中
……只是无足轻重的道具……身为美国人却听命于英国人邦德，而且邦德一直都比他出色。邦德就是小巧而老练的英格兰化身，并不比他工作更忠心或更勇敢，但就是更聪明、更机智、更强悍、更足智多谋。
文化史学家杰里米·布莱克（Jeremy Black）认为，跨国旅行也是《金刚钻》的主题，而且对于当时大部分英国人来说还很新奇。布莱克还指出，人物经过的地点太多导致情节没有中心，弗莱明的其他小说没有这种情况，例如《皇家赌场》的主要情节发生在赌场，《俄罗斯之恋》专注伊斯坦布尔，《诺博士》以牙买加为主。《金刚钻》不但地点众多，而且两名反派也与其他小说不同，他们“在情节的黑暗中心里没有狂热追求，也没有怪异的自我迷恋。”
据弗莱明的传记作家安德鲁·莱切特（Andrew Lycett）记载，弗莱在小说完成后“几乎不假思索”就加入四个章节，详细阐述伊利莎白皇后號郵輪上的情节。作者通过这些内容探讨婚姻，邦德告诉坎丝“大部分婚姻不是把两人叠加，而是用一个减掉另一个”。莱切特认为，弗莱明的婚姻此时发生危机，所以他才有感而发增加上述内容。

## 出版和反响

### 出版史
1956年3月26日，乔纳森·凯普出版社（Jonathan Cape）在英国发行《金刚钻》精装本，封面由帕特·玛里奥特（Pat Marriott）设计，初版1.25万本就像前三部邦德小说一样很快售罄。1956年10月，小说通过麥克米倫出版公司在美国上市。《金刚钻》还是弗莱明首本授权报纸刊登的小说，从1956年4月12日开始在《每日快报》连载但有删节，这反过来又令小说整体销量上升。苏伊士运河危机过后，英国首相安東尼·艾登爵士一度到访弗莱明的黄金眼庄园并在此体息，引发英国媒体高度关注，促使《金刚钻》等邦德小说的销量从1956年11月开始显著上涨。小说此后还有两次销量显著上升，分别是1962年制片公司将《诺博士》拍成电影，以及1971年《金刚钻》也改编成电影的时候。1958年2月，图书出版社在英国发行小说平装本，这年结束前就售出6.8万本。此后小说除多次再版精装本和平装本外，还翻译成多种语言且从未绝版。

### 专业评价
朱利安·西蒙斯（Julian Symons）在《泰晤士报文学增刊》（The Times Literary Supplement）发文，对《金刚钻》中体现的作者功底表示羡慕，如“对地点的敏锐眼光……将他对赌博机制的兴趣和渊博知识传达给读者的能力”。不过，西蒙斯批评小说令读者感到刺激的情节太少，虽加入大量细节，仍书中的钻石走私主线仍显空洞，与之前几部小说相比都有不及。此外，他还觉得弗莱明笔下的人物对话总显得不真实。
米尔沃德·肯尼迪（Milward Kennedy）在《曼彻斯特卫报》发文，称弗莱明似乎也想像雷蒙·錢德勒一样走冷硬派路线，只不过书中描写更显生动。《觀察家報》刊登莫里斯·理查森（Maurice Richardson）的评论，称邦德在罪案题材小说中可谓“非常狡猾的综合型英雄”。理查德还称：“弗莱明的手法值得留意和推荐：他会先以事实为依据打好基础，再沉迷狂野的幻想”。雷蒙·錢德勒称赞《金刚钻》是他很长一段时间以来看过的最佳谍报小说：“弗莱明先生以新闻风格写作，干净、整洁，直截了当而且毫不装腔作势”。他的评论成为《星期日泰晤士报》上本书广告的重要素材。
弗莱明的传记作者约翰·皮尔森（John Pearson）声称，《纽约时报》评论员安东尼·布彻（Anthony Boucher）堪称“彻头彻尾的反邦德兼反弗莱明狂热分子”。布彻一方面认为“弗莱明对美国和美国人的描写已经远超英国文学平均水平”，另一方面又批评小说叙事松散，难以让人信服，而且邦德身为特工在头脑方面表现不足，反倒更多是靠拳头和运气。

## 改编

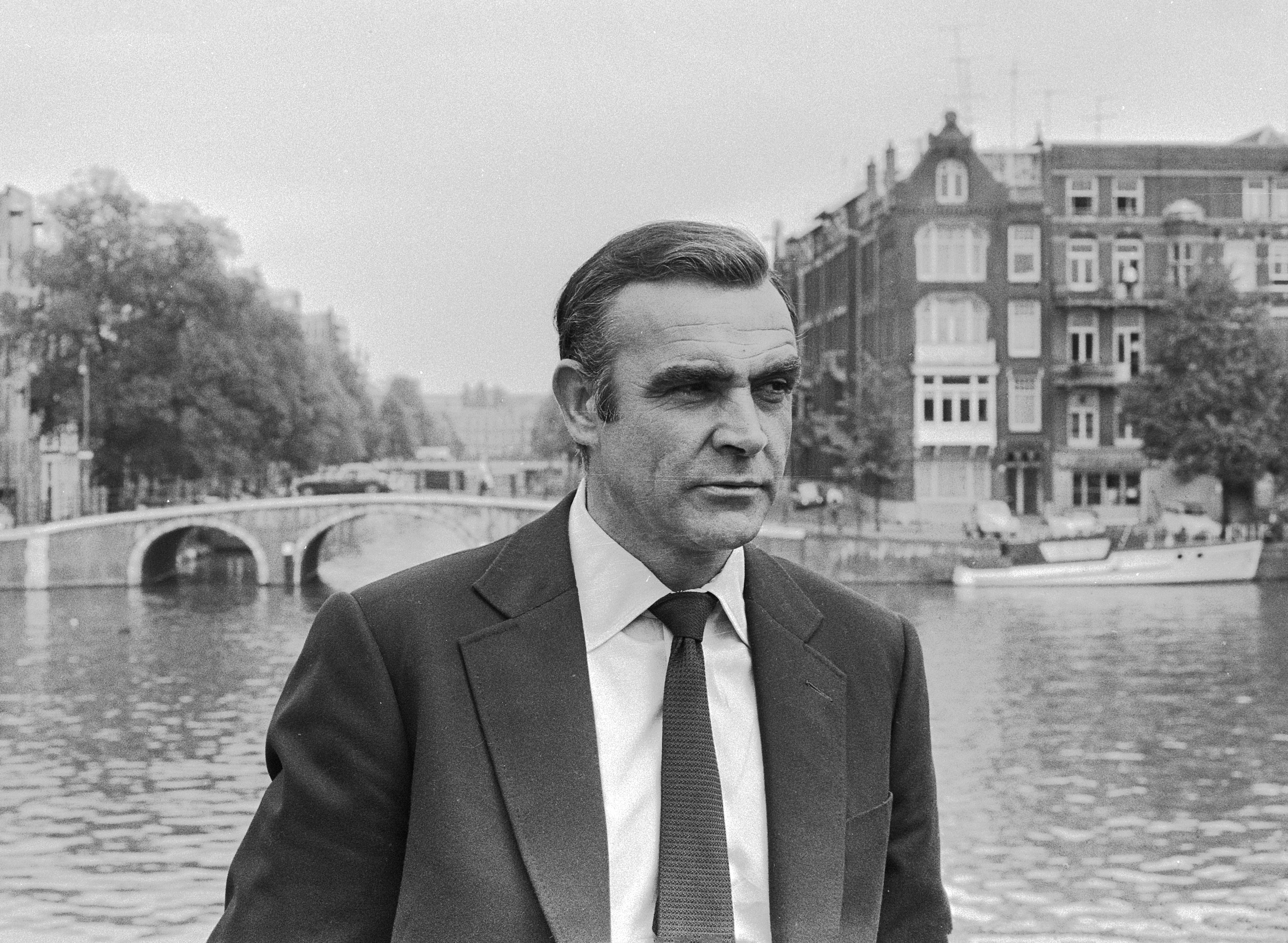
1971年7月，肖恩·康纳利在阿姆斯特丹参与电影《007之金刚钻》摄制

1959年8月10日，《每日快报》开始刊登小说改编的连环漫画并在全球同步发行，直到1960年1月30日完成连载。漫画由亨利·加米奇（Henry Gammidge）创作、约翰·麦克卢斯基（John McLusky）绘图，后于2005年作为《诺博士》选集由泰坦图书重新出版。
1971年的《007之金刚钻》由肖恩·康纳利主演，蓋·漢彌爾頓执导，是第七部詹姆斯·邦德系列电影，也是制片公司最后一部由肖恩·康纳利扮演邦德的电影。康纳利还在12年后主演《007外传之巡弋飞弹》，但该片不是制片公司制作。
2015年7月，BBC廣播四台播出马丁·贾维斯（Martin Jarvis）导演的电视电影《金刚钻》，邦德由托比·斯蒂芬斯饰演。

### 脚注
1. ↑  Chancellor 2005，第89頁.
2. 1 2  Lycett 1996，第258頁.
3. ↑  Ian Fleming's James Bond Titles & Ian Fleming Publications.
4. ↑  Benson 1988，第11頁.
5. 1 2 3 4  Chancellor 2005，第84頁.
6. ↑  Pearson 1967，第299頁.
7. 1 2 3  Macintyre 2008，第93頁.
8. ↑  Chancellor 2005，第84–85頁.
9. ↑  Chancellor 2005，第158頁.
10. ↑  Lycett 1996，第272頁.
11. 1 2  Benson 1988，第10頁.
12. ↑  Chancellor 2005，第4頁.
13. 1 2  Faulks & Fleming 2009，第320頁.
14. ↑  Parker 2014，第45頁.
15. ↑  Pearson 1967，第305頁.
16. ↑  Pearson 1967，第298頁.
17. ↑  Griswold 2006，第13頁.
18. ↑  Chancellor 2005，第98–99頁.
19. ↑  Lycett 1996，第262, 268頁.
20. ↑  Benson 1988，第9頁.
21. ↑  Lycett 1996，第262頁.
22. ↑  Black 2005，第30頁.
23. ↑  Chancellor 2005，第16頁.
24. ↑  Chancellor 2005，第112–113頁.
25. ↑  Macintyre 2008，第90頁.
26. ↑  Chancellor 2005，第112頁.
27. ↑  Chancellor 2005，第117頁.
28. 1 2 3 4  Fleming & Kellerman 2006，第289頁.
29. ↑  Benson 1988，第103頁.
30. ↑  Bennett & Woollacott 1987，第115–116頁.
31. ↑  Panek 1981，第205頁.
32. ↑  Bennett & Woollacott 2003，第25頁.
33. ↑  Savoye 2013，第22頁.
34. ↑  Panek 1981，第205–206頁.
35. ↑  Eco 2009，第43頁.
36. ↑  Amis 1966，第154–155頁.
37. ↑  Eco 2009，第38頁.
38. ↑  Synnott 1990，第407–426頁.
39. ↑  Eco 2009，第51頁.
40. ↑  Pearson 1967，第315頁.
41. ↑  Butler 1973，第241頁.
42. ↑  Amis 1966，第112頁.
43. ↑  Amis 1966，第111–112頁.
44. 1 2 3 4  Benson 1988，第102頁.
45. ↑  Benson 1988，第85頁.
46. ↑  Benson 1988，第101頁.
47. ↑  Hitchens 2006，第101頁.
48. ↑  Amis 1966，第90頁.
49. ↑  Black 2005，第25頁.
50. ↑  Black 2005，第27頁.
51. ↑  Chancellor 2005，第169頁.
52. ↑  Lycett 1996，第268頁.
53. ↑  Lycett 1996，第267–268頁.
54. ↑  Lycett 1996，第289頁.
55. ↑  Chancellor 2005，第85頁.
56. ↑  Pearson 1967，第333頁.
57. 1 2  Benson 1988，第15頁.
58. ↑  Fleming 1956，第8頁.
59. ↑  Lindner 2009，第16頁.
60. ↑  Lindner 2009，第21頁.
61. ↑  Bennett & Woollacott 2003，第16–17頁.
62. ↑  Diamonds are Forever & WorldCat.
63. 1 2  Symons 1956，第251頁.
64. ↑  Kennedy 1956，第6頁.
65. 1 2  Richardson 1956，第8頁.
66. ↑  The Observer & 1956-04-01，第9頁.
67. ↑  Pearson 1967，第99頁.
68. 1 2  Boucher 1956，第263頁.
69. ↑  Fleming, Gammidge & McLusky 1988，第6頁.
70. ↑  McLusky et al. 2009，第97頁.
71. ↑  Brooke 2003.
72. ↑  Barnes & Hearn 2001，第152頁.
73. ↑  Drama: Diamonds Are Forever & BBC.

### 书籍
- McLusky, John; Gammidge, Henry; Hern, Anthony; Fleming, Ian. . London: Titan Books. 2009. ISBN 978-1-84856-364-3.
- Panek, LeRoy. . Bowling Green, OH: Bowling Green University Popular Press. ISBN 978-0-87972-178-7.
- Parker, Matthew. . London: Hutchinson. 2014. ISBN 978-0-09-195410-9.
- Pearson, John. . London: Jonathan Cape. 1967. OCLC 463251270.
- Savoye, Daniel Ferreras. . Jefferson, NC: McFarland. 2013. ISBN 978-0-7864-7056-3.
- Amis, Kingsley. . London: Pan Books. 1966. OCLC 154139618.
- Barnes, Alan; Hearn, Marcus. . London: Batsford Books. 2001. ISBN 978-0-7134-8182-2.
- Bennett, Tony; Woollacott, Janet. . Lindner, Christoph  (编). . Manchester: Manchester University Press. 2003: 13–34. ISBN 978-0-7190-6541-5.
- Bennett, Tony; Woollacott, Janet. . London: Routledge. 1987  [2020-10-11]. ISBN 978-0-416-01361-0.
- Benson, Raymond. . London: Boxtree Ltd. 1988. ISBN 978-1-85283-233-9.
- Black, Jeremy. . Lincoln, NE: University of Nebraska Press. 2005  [2020-10-11]. ISBN 978-0-8032-6240-9. （原始内容存档于2020-03-29）.
- Butler, William Vivian. . London: Macmillan. 1973  [2020-10-11]. ISBN 978-0-333-14217-2.
- Chancellor, Henry. . London: John Murray. 2005. ISBN 978-0-7195-6815-2.
- Eco, Umberto. . Lindner, Christoph  (编). . Manchester: Manchester University Press. 2009: 34–56. ISBN 978-0-7190-6541-5.
- Faulks, Sebastian; Fleming, Ian. . London: Penguin Books. 2009. ISBN 978-0-14-103545-1.
- Fleming, Ian; Gammidge, Henry; McLusky, John. . London: Titan Books. 1988. ISBN 978-1-85286-040-0.
- Fleming, Ian; Kellerman, Jonathan. . London: Penguin Books. 2006. ISBN 978-0-14-102824-8.
- Griswold, John. . Bloomington, IN: AuthorHouse. 2006  [2020-10-11]. ISBN 978-1-4259-3100-1.
- Lindner, Christoph. . Manchester: Manchester University Press. 2009  [2020-10-11]. ISBN 978-0-7190-6541-5.
- Lycett, Andrew. . London: Phoenix. 1996. ISBN 978-1-85799-783-5.
- Macintyre, Ben. . London: Bloomsbury Publishing. 2008. ISBN 978-0-7475-9527-4.

### 网页和报刊
- . Ian Fleming Publications.   [2016-09-21]. （原始内容存档于2016-09-21）.
- Synnott, Anthony. . International Journal of Politics, Culture, and Society. Spring 1990, 3 (3): 407–426. JSTOR 20006960. doi:10.1007/BF01384969.
- Hitchens, Christopher. . The Atlantic Monthly. 2006-04-01: 101. （原始内容存档于2017-09-10）.
- Fleming, Ian. . The Daily Express (London). 1956-04-12: 8.
- . WorldCat.   [2020-10-12]. （原始内容存档于2018-11-07）.
- Symons, Julian Gustave. . The Times Literary Supplement (London). 1956-04-27: 251.
- Kennedy, Milward. . The Manchester Guardian (Manchester). 1956-07-06: 6.
- Richardson, Maurice. . The Observer (London). 1956-04-01: 8.
- Boucher, Anthony. . The New York Times (New York, NY). 1956-10-28: 263  [2020-10-13]. （原始内容存档于2021-05-08）.
- . The Observer (London). 1956-04-01: 9.
- Brooke, Michael. . Screenonline. British Film Institute. 2003  [2020-10-13]. （原始内容存档于2018-11-06）.
- . BBC.   [2020-10-13]. （原始内容存档于2018-10-14）.